# Carrer de l'Hospital (València)
El carrer de l'Hospital és una via urbana del centre de València. Està situat entre el carrer de Guillem de Castro i l'avinguda de l'Oest. Rep el nom de l'antic hospital de malalties mentals situat al mateix carrer, en l'actualitat una biblioteca.